# Schockverliebt
Schockverliebt ist das Debütalbum des deutschen Sängers Eric Philippi. Es erschien am 3. September 2021 beim Plattenlabel Telamo.

## Entstehung und Veröffentlichung
Im August 2020 wurde die langfristige Zusammenarbeit zwischen Eric Philippi mit dem Münchner Musiklabel Telamo bekanntgegeben. Es begannen die Studioaufnahmen für sein Debütalbum Schockverliebt, das er gemeinsam mit Sebastian Kirchner produzierte und dessen Texte er gemeinsam mit ihm und Eike Staab und Florian Schrödter schrieb.
Am 3. September 2021 erschien das Debütalbum. Im Anschluss daran nahm Philippi an der Schlagerchallenge 2021 (ARD, Feste der Volksmusik/Episodenliste) von Florian Silbereisen teil und ging als Gewinner der Show hervor.

## Titelliste / Produktion
Standard-CD
| Nr. | Titel                     | Text                                          | Musik                             | Dauer |
| --- | ------------------------- | --------------------------------------------- | --------------------------------- | ----- |
| 01  | Ticket ins Abenteuer      | Eric Philippi, Florian Schrödter              | Eric Philippi                     | 3:25  |
| 02  | Deine Liebe ist die Hölle | Eric Philippi, Eike Staab, Florian Schrödter  | Eric Philippi                     | 4:08  |
| 03  | 1000 und 1 Wunder         | Sebastian Kirchner, Eric Philippi             | Sebastian Kirchner, Eric Philippi | 4:14  |
| 04  | Ein letzter Kuss          | Eric Philippi, Eike Staab, Florian Schrödter  | Eric Philippi                     | 3:52  |
| 05  | Ich will dich zurück      | Eric Philippi, Eike Staab, Florian Schrödter  | Eric Philippi                     | 3:41  |
| 06  | Schockverliebt            | Sebastian Kirchner, Eric Philippi             | Sebastian Kirchner, Eric Philippi | 3:03  |
| 07  | 100000 Lügen              | Eric Philippi, Eike Staab, Florian Schrödter  | Eric Philippi                     | 3:32  |
| 08  | Durch meine Augen         | Sebastian Kirchner, Eric Philippi, Eike Staab | Sebastian Kirchner, Eric Philippi | 3:36  |
| 09  | Herz aus Sand             | Sebastian Kirchner, Eric Philippi, Eike Staab | Sebastian Kirchner, Eric Philippi | 3:54  |
| 10  | Auf diese Jahre           | Eric Philippi, Eike Staab, Ronja Wolf         | Eric Philippi                     | 3:50  |
| 11  | Las Vegas                 | Sebastian Kirchner, Eric Philippi             | Sebastian Kirchner, Eric Philippi | 3:42  |
| 12  | Komm ich zurück           | Sebastian Kirchner, Eric Philippi             | Sebastian Kirchner, Eric Philippi | 4:17  |
| 13  | Freunde                   | Eric Philippi, Eike Staab, Florian Schrödter  | Eric Philippi                     | 4:21  |
| 14  | Schau nach vorn           | Eric Philippi, Eike Staab, Florian Schrödter  | Eric Philippi                     | 4:07  |
| 15  | Was du für mich bist      | Sebastian Kirchner, Eric Philippi             | Sebastian Kirchner, Eric Philippi | 4:18  |
| 16  | Zeit zu gehen             | Eric Philippi, Florian Schrödter              | Eric Philippi                     | 3:44  |

Schockverliebt (die Zweite)
CD 1
| Nr. | Titel                     | Text                                          | Musik                             | Dauer |
| --- | ------------------------- | --------------------------------------------- | --------------------------------- | ----- |
| 01  | Ticket ins Abenteuer      | Eric Philippi, Florian Schrödter              | Eric Philippi                     | 3:25  |
| 02  | Deine Liebe ist die Hölle | Eric Philippi, Eike Staab, Florian Schrödter  | Eric Philippi                     | 4:08  |
| 03  | 1000 und 1 Wunder         | Sebastian Kirchner, Eric Philippi             | Sebastian Kirchner, Eric Philippi | 4:14  |
| 04  | Ein letzter Kuss          | Eric Philippi, Eike Staab, Florian Schrödter  | Eric Philippi                     | 3:52  |
| 05  | Ich will dich zurück      | Eric Philippi, Eike Staab, Florian Schrödter  | Eric Philippi                     | 3:41  |
| 06  | Schockverliebt            | Sebastian Kirchner, Eric Philippi             | Sebastian Kirchner, Eric Philippi | 3:03  |
| 07  | 100000 Lügen              | Eric Philippi, Eike Staab, Florian Schrödter  | Eric Philippi                     | 3:32  |
| 08  | Durch meine Augen         | Sebastian Kirchner, Eric Philippi, Eike Staab | Sebastian Kirchner, Eric Philippi | 3:36  |
| 09  | Herz aus Sand             | Sebastian Kirchner, Eric Philippi, Eike Staab | Sebastian Kirchner, Eric Philippi | 3:54  |
| 10  | Auf diese Jahre           | Eric Philippi, Eike Staab, Ronja Wolf         | Eric Philippi                     | 3:50  |
| 11  | Las Vegas                 | Sebastian Kirchner, Eric Philippi             | Sebastian Kirchner, Eric Philippi | 3:42  |
| 12  | Komm ich zurück           | Sebastian Kirchner, Eric Philippi             | Sebastian Kirchner, Eric Philippi | 4:17  |
| 13  | Freunde                   | Eric Philippi, Eike Staab, Florian Schrödter  | Eric Philippi                     | 4:21  |
| 14  | Schau nach vorn           | Eric Philippi, Eike Staab, Florian Schrödter  | Eric Philippi                     | 4:07  |
| 15  | Was du für mich bist      | Sebastian Kirchner, Eric Philippi             | Sebastian Kirchner, Eric Philippi | 4:18  |
| 16  | Zeit zu gehen             | Eric Philippi, Florian Schrödter              | Eric Philippi                     | 3:44  |

CD 2
| Nr. | Titel                                       | Text                                         | Musik                             | Dauer |
| --- | ------------------------------------------- | -------------------------------------------- | --------------------------------- | ----- |
| 01  | 100000 Lügen (Remix)                        | Eric Philippi, Eike Staab, Florian Schrödter | Eric Philippi                     | 3:56  |
| 02  | Vergessene Liebe                            | Eric Philippi, Eike Staab                    | Eric Philippi                     | 3:39  |
| 03  | Für dich                                    | Eric Philippi, Eike Staab                    | Eric Philippi                     | 3:29  |
| 04  | Ich würd es wieder tun                      | Eric Philippi, Eike Staab                    | Eric Philippi                     | 3:18  |
| 05  | Raumschiff an Planet                        | Eric Philippi, Eike Staab                    | Eric Philippi                     | 4:25  |
| 06  | Du hast mich erwischt                       | Eric Philippi, Eike Staab                    | Eric Philippi                     | 3:36  |
| 07  | Ein Wunsch                                  | Sebastian Kirchner, Eric Philippi            | Sebastian Kirchner, Eric Philippi | 3:35  |
| 08  | Weiße Taube (Gospel Version)                | Sebastian Kirchner, Eric Philippi            | Sebastian Kirchner, Eric Philippi | 3:30  |
| 09  | Wo Träume fliegen lernen                    | Eric Philippi, Eike Staab                    | Eric Philippi                     | 3:42  |
| 10  | Ticket ins Abenteuer (Akustik Version)      | Eric Philippi, Florian Schrödter             | Eric Philippi                     | 3:26  |
| 11  | Deine Liebe ist die Hölle (Akustik Version) | Eric Philippi, Eike Staab, Florian Schrödter | Eric Philippi                     | 3:53  |
| 12  | 1000 und 1 Wunder (Akustik Version)         | Sebastian Kirchner, Eric Philippi            | Sebastian Kirchner, Eric Philippi | 3:51  |
| 13  | Ein letzter Kuss (Akustik Version)          | Eric Philippi, Eike Staab, Florian Schrödter | Eric Philippi                     | 3:28  |
| 14  | Ich will dich zurück (Akustik Version)      | Eric Philippi, Eike Staab, Florian Schrödter | Eric Philippi                     | 3:40  |
| 15  | Las Vegas (Akustik Version)                 | Sebastian Kirchner, Eric Philippi            | Sebastian Kirchner, Eric Philippi | 3:52  |
| 16  | Ich lieb euch zurück                        | Eric Philippi, Eike Staab                    | Eric Philippi                     | 3:09  |
| 17  | Irgendwo (für Kevin)                        | Eric Philippi, Eike Staab                    | Eric Philippi                     | 3:53  |
| 18  | Wo Träume fliegen lernen (Karaoke Version)  | Eric Philippi, Eike Staab                    | Eric Philippi                     | 3:42  |
| 19  | Schockverliebt (Karaoke Version)            | Sebastian Kirchner, Eric Philippi            | Sebastian Kirchner, Eric Philippi | 3:02  |

## Chartplatzierungen
| ChartsChartplatzierungen | Höchstplatzierung | Wochen |
| ------------------------ | ----------------- | ------ |
| Deutschland (GfK)        | 12 (8 Wo.)        | 8      |
| Österreich (Ö3)          | 12 (4 Wo.)        | 4      |
| Schweiz (IFPI)           | 33 (2 Wo.)        | 2      |